# Comparettia speciosa
Comparettia speciosa es una especie de orquídea epífita.  

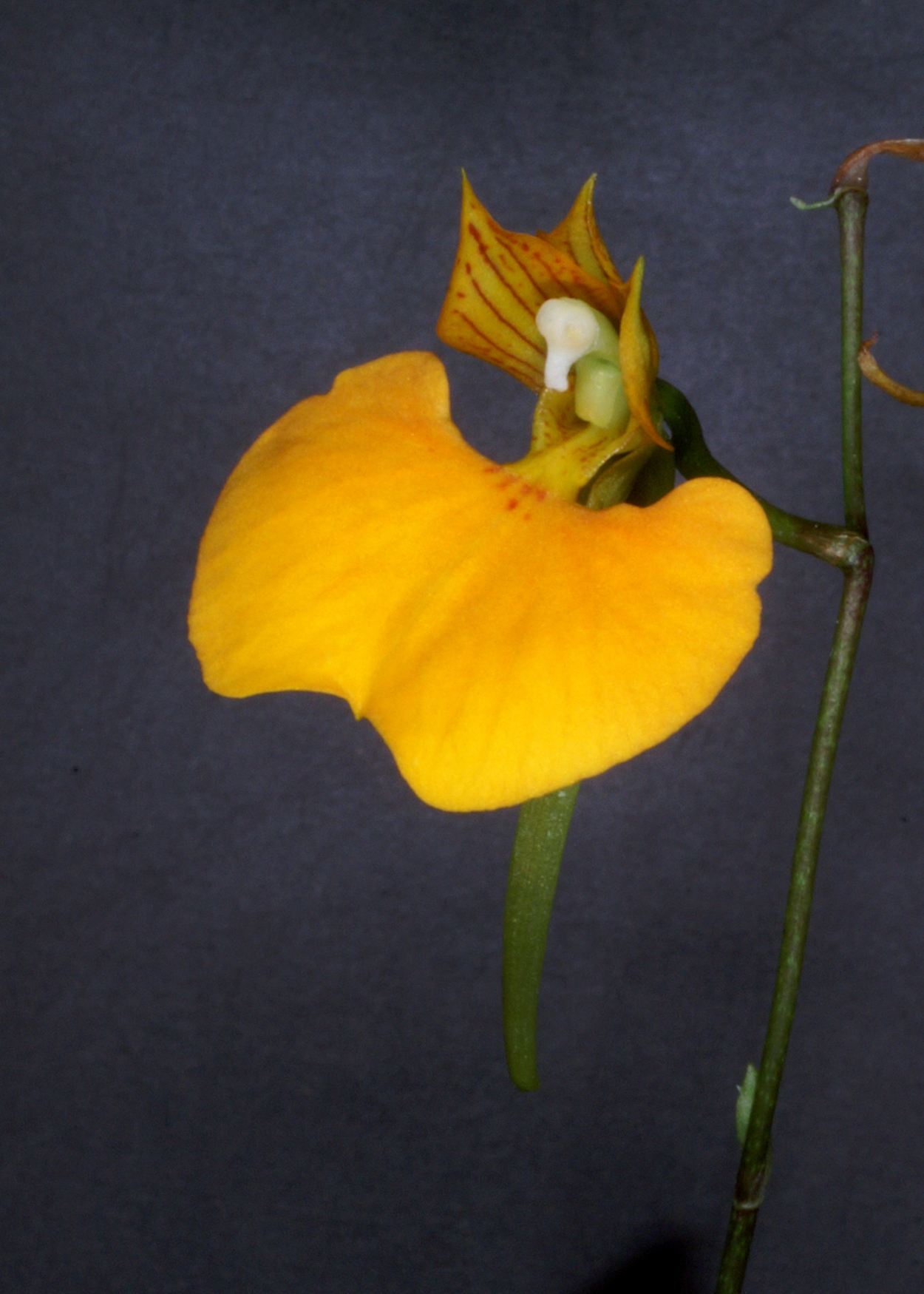
Flor

## Descripción
Es una orquídea de pequeño tamaño, con hábito de epífita con pseudobulbos oblongo-cilíndricos,  ligeramente comprimidos llevando una sola hoja apical, oblongo-lanceolada, peciolada, aguda y minuciosamente bilobada en el ápice, hoja  coriácea. Florece en una delicada inflorescencia, basal, erguida a  arqueada, de 30 + cm  o más largo, a veces irregularmente ramificada, inflorescencia racemosa con hasta 8 flores abriendo sucesivamente  que se ramifican y que aparecen en el verano en la naturaleza y en el invierno y la primavera en el cultivo.

## Distribución y hábitat
Se encuentra en el sureste de Ecuador y el noroeste de Perú en los bosques montanos muy húmedos como  epífita  en los bosques nublados bajos en elevaciones de 700 a 2.000 metros. 

## Taxonomía
Comparettia micrantha fue descrita por Heinrich Gustav Reichenbach y publicado en The Gardeners' Chronicle, new series 2: 524. 1878.
Etimología
Comparettia: nombre genérico que lleva el nombre en honor del botánico italiano Andrea Comparetti.
speciosa: epíteto latíno que significa "llamativa"